# Aeroportul Aarhus
Aeroportul Aarhus (IATA: AAR, ICAO: EKAH) este un aeroport din Syddjurs Municipality⁠(d), Regiunea Midtjylland, Danemarca ce deservește zona Aarhus. Aeroportul a fost tranzitat în 2022 de 418.930 de pasageri. A fost numit după zona deservită.
Situat la o altitudine de 25 m, aeroportul dispune de 2 piste și ocupă o suprafață de 2.600.000 m².

## Infrastructură

### Piste
Aeroportul dispune de 2 piste. Pista 10L/28R are suprafața de asfalt și dimensiunile 2.777 m × 21 m. Pista 10R/28L are suprafața de asfalt și dimensiunile 2.702 m × 45 m. 